# 죽도록 사랑했노라
"죽도록 사랑했노라"는 1971년 공개된 대한민국의 영화이다.

## 배역
- 신영복
- 김지미